# Campeonato Mundial de Halterofilismo de 2022 - Até 96 kg masculino
A categoria até 96 kg masculino foi um evento do Campeonato Mundial de Halterofilismo de 2022, disputado em Bogotá, na Colômbia, no dia 12 de dezembro de 2022.

## Calendário
Horário local (UTC-5)
| Dia            | Horário | Fase    |
| -------------- | ------- | ------- |
| 12 de dezembro | 09:00   | Grupo C |
| 12 de dezembro | 14:00   | Grupo B |
| 12 de dezembro | 16:30   | Grupo A |

## Medalhistas
| Evento    | Ouro                     | Ouro   | Prata                    | Prata  | Bronze            | Bronze |
| --------- | ------------------------ | ------ | ------------------------ | ------ | ----------------- | ------ |
| Arranque  | Lesman Paredes (BHR)     | 185 kg | Nurgissa Adiletuly (KAZ) | 174 kg | Jhor Moreno (COL) | 171 kg |
| Arremesso | Romain Imadouchène (FRA) | 213 kg | Lesman Paredes (BHR)     | 212 kg | Jhor Moreno (COL) | 209 kg |
| Total     | Lesman Paredes (BHR)     | 397 kg | Nurgissa Adiletuly (KAZ) | 383 kg | Jhor Moreno (COL) | 380 kg |

## Recordes
Antes desta competição, o recorde mundial da prova era o seguinte:
| Recorde         | Tipo      | Atleta               | Peso   | Local     | Data                   |
| Recorde Mundial | Arranque  | Lesman Paredes (COL) | 187 kg | Tasquente | 14 de dezembro de 2021 |
| Recorde Mundial | Arremesso | Tian Tao (CHN)       | 231 kg | Tóquio    | 7 de julho de 2019     |
| Recorde Mundial | Total     | Sohrab Moradi (IRI)  | 416 kg | Asgabade  | 7 de novembro de 2018  |

## Resultado
Os resultados foram os seguintes.
| Pos.              | Atleta                        | Grupo | Arranque (kg) | Arranque (kg) | Arranque (kg) | Arranque (kg)     | Arremesso (kg) | Arremesso (kg) | Arremesso (kg) | Arremesso (kg)    | Total |
| Pos.              | Atleta                        | Grupo | 1             | 2             | 3             | Resultado         | 1              | 2              | 3              | Resultado         | Total |
| ----------------- | ----------------------------- | ----- | ------------- | ------------- | ------------- | ----------------- | -------------- | -------------- | -------------- | ----------------- | ----- |
| Medalha de ouro   | Lesman Paredes (BHR)          | A     | 176           | 181           | 185           | Medalha de ouro   | 207            | 212            | 214            | Medalha de prata  | 397   |
| Medalha de prata  | Nurgissa Adiletuly (KAZ)      | A     | 170           | 174           | 174           | Medalha de prata  | 205            | 209            | 209            | 4                 | 383   |
| Medalha de bronze | Jhor Moreno (COL)             | A     | 165           | 171           | 174           | Medalha de bronze | 200            | 205            | 209            | Medalha de bronze | 380   |
| 4                 | Romain Imadouchène (FRA)      | A     | 160           | 165           | 170           | 7                 | 205            | 209            | 213            | Medalha de ouro   | 378   |
| 5                 | Sarat Sumpradit (THA)         | A     | 167           | 167           | 172           | 4                 | 205            | 206            | 206            | 6                 | 373   |
| 6                 | Hakob Mkrtchyan (ARM)         | A     | 163           | 168           | 168           | 10                | 205            | 211            | 211            | 7                 | 368   |
| 7                 | Yeimar Mendoza (COL)          | A     | 166           | 166           | 171           | 5                 | 200            | 205            | 206            | 9                 | 366   |
| 8                 | Cyrille Tchatchet (GBR)       | B     | 154           | 159           | 161           | 15                | 190            | 195            | 197            | 10                | 356   |
| 9                 | Irakli Gobejishvili (GEO)     | B     | 160           | 164           | 164           | 13                | 190            | 195            | 198            | 11                | 355   |
| 10                | Marco Machado (BRA)           | B     | 163           | 166           | 166           | 8                 | 189            | 190            | 195            | 14                | 353   |
| 11                | Alisher Seitkazy (KAZ)        | B     | 150           | 156           | 160           | 14                | 190            | 191            | 200            | 13                | 351   |
| 12                | Wilmer Contreras (ECU)        | B     | 150           | 155           | 160           | 17                | 183            | 188            | 192            | 12                | 347   |
| 13                | Hakan Şükrü Kurnaz (TUR)      | B     | 163           | 163           | 166           | 9                 | 179            | 183            | 183            | 18                | 342   |
| 14                | Amel Atencia (PER)            | C     | 148           | 152           | 155           | 16                | 178            | 184            | 186            | 15                | 341   |
| 15                | José López (MEX)              | B     | 140           | 145           | 145           | 23                | 185            | 191            | 200            | 8                 | 340   |
| 16                | Theodoros Iakovidis (GRE)     | B     | 150           | 155           | 159           | 18                | 180            | 188            | 188            | 17                | 335   |
| 17                | Jonathan Ramos (MEX)          | C     | 140           | 145           | 145           | 21                | 180            | 185            | 190            | 16                | 330   |
| 18                | Omed Alam (DEN)               | B     | 150           | 150           | 154           | 19                | 178            | 183            | 183            | 19                | 328   |
| 19                | Forrester Osei (GHA)          | C     | 146           | 146           | 150           | 20                | 175            | 180            | —              | 22                | 321   |
| 20                | Amar Musić (CRO)              | C     | 141           | 145           | 145           | 22                | 170            | 176            | 181            | 20                | 317   |
| 21                | Lukas Kordušas (LTU)          | C     | 132           | 137           | 137           | 24                | 170            | 176            | 180            | 21                | 308   |
| 22                | Christopher Griffith (BAR)    | C     | 110           | 116           | 122           | 25                | 140            | 147            | 155            | 24                | 277   |
| 23                | Quontana Clarke (BAR)         | C     | 95            | 100           | 107           | 26                | 125            | 125            | 130            | 25                | 232   |
| —                 | Davit Hovhannisyan (ARM)      | A     | 165           | 170           | 172           | 6                 | 200            | 200            | —              | —                 | —     |
| —                 | İbrahim Arat (TUR)            | A     | 161           | 165           | 166           | 11                | 206            | 207            | 207            | —                 | —     |
| —                 | Mohamed Abdelalim (EGY)       | A     | 161           | 161           | 167           | 12                | 201            | 201            | 201            | —                 | —     |
| —                 | Jang Yeon-hak (KOR)           | A     | 171           | 172           | 172           | —                 | 201            | 206            | 210            | 5                 | —     |
| —                 | Joen Vikingsson Sjöblom (SWE) | C     | 147           | 147           | 147           | —                 | 175            | 180            | 180            | 23                | —     |
| —                 | Chen Po-jen (TPE)             | A     | —             | —             | —             | —                 | —              | —              | —              | —                 | —     |